# Louis Bignon

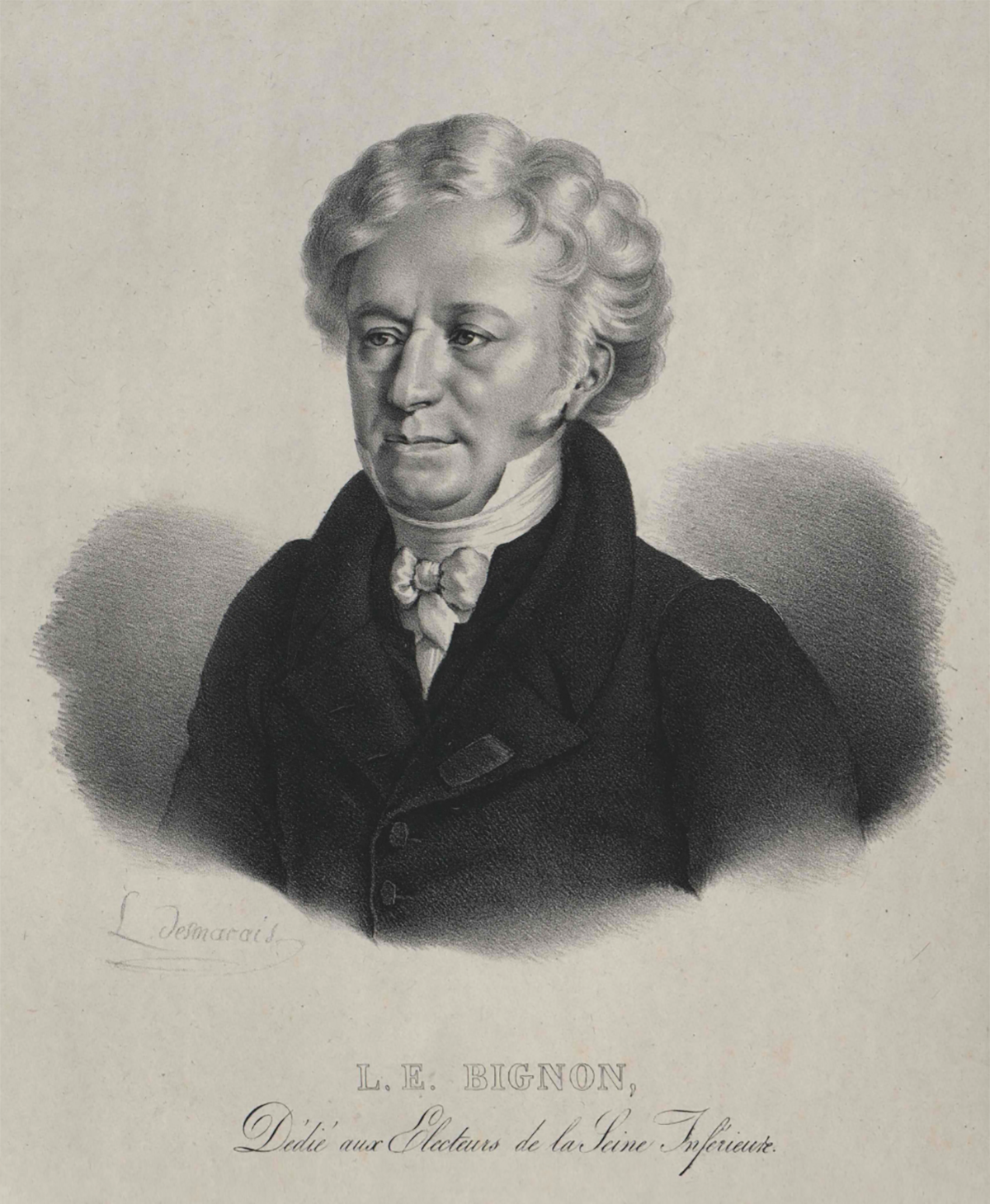
Louis de Bignon

Louis Pierre Édouard Bignon, född 3 juli 1771, död 6 januari 1841, var en fransk baron och diplomat.
Bignon anlitades av Napoleon I i olika diplomatiska uppdrag i Schweiz, Italien, Tyskland och Polen. Särskilt spelade han en stor roll vid tillkomsten av Rhenförbundet och ordnandet av de polska angelägenheterna. Under de hundra dagarna utnämndes han till utrikesminister och undertecknade 1815 Paris kapitulation. Bignon invaldes 1817 i deputeradekammaren, anslöt sig här till oppositionen, vars talan han förde med kraft och sakkunskap. Även i händelserna efter julirevolutionen tog han del, och var 1830 en kort tid utrikes- och undervisningsminister och hade fortfarande säte i deputeradekammaren, där han varmt talade för polackernas sak. I sitt testamente ihågkom Napoleon Bignon med 100 000 francs, och anförtrodde honom uppgiften att skriva den franska diplomatins historia 1792-1815. Till en del efterkom Bignon Napoleons önskemål, när han publicerade sin Histoire de France depuis le 18 brumair jusqu'à la paix de Tilsit (7 band, 1829-38) och dess fortsättning Histoire de France sous Napoléon (6 band, 1838-50), vilken fullbordades av Alfred Auguste Ernouf.